# えんそく
えんそくは、日本のヴィジュアル系バンドである。2005年結成。

## 概要
- 2005年10月30日正式活動開始(同年8月25日セッションバンドとして結成)。
- 「とにかく楽しいライブを作り上げるべく、会場にいる全員に珍妙な振付けをさせようと奮闘し、集団でのトランス状態を味わえる空間を作り出そうと試みる“大人のお遊戯会”的バンド」。[1]
- 2020年に結成15周年を迎え、同年10月に活動本拠地としている東京都中野区のランドマークである中野サンプラザにて単独公演を行うも、コロナ禍で無観客配信ライブとなる。その後、中野サンプラザ閉館直前である2023年3月に改めてリベンジとなる有観客ライブを実施。コロナ禍に入るまでは、年間約100本のライブに出演する「ライブバンド」として精力的に活動していた。
- ファンの総称は「イイコ」（※2016年以前の旧称は「園児」）。アンコールの掛け声は「ガンダーラ」。
- ライブでは「茶番」と称した「コント未満、演劇未満」のアドリブ劇を披露している。大筋となる脚本はVo.ぶうが考案し、口立てでストーリーを作り上げていく手法。楽曲の世界観を演劇で表現あるいは補足する側面をもち、時事問題や社会風刺的な内容を織り込むことを特徴とする。
- ライブ会場の物販購入特典として、メンバーによる手書きのフリーペーパー「まほろば」（毎月発行）を配布している。
- 2017年に、えんそくオリジナルゆるキャラ「Eちゃん」を発表。同年のゆるキャラグランプリに出場し、「企業・その他ゆるキャラランキング」33位に入賞した。[2]
- 2024年8月1日、14年7ヶ月間所属していた事務所「寺子屋」を卒業し、自主レーベル「アシオトレコード」の発足を発表。[3]

## 略歴
- 2005年8月25日、Ba.ミドを中心に、ライブ3本限定のセッションバンドとして結成。Ba.ミドとGu.ガルの前バンド解散を受け、その残りのスケジュールを消化するため、急遽Vo.ぶうとDr.ダンが招集された。
- 2005年10月30日、3本のライブを消化後、楽曲・DVD・衣装制作期間を経て、この日池袋CYBER公演より正式なバンドとして活動をスタート。初音源にして初DVD「シリカゲル・キッド」を発売。
- 2006年1月、Gu.クラオカユウスケ(旧名:ジジ)が加入。1月20日、1月21日にジジ加入記念2DAYS公演を行う。
- 2008年3月21日、HOLIDAY SHINJUKU（現：Birth Shinjuku）公演を以てGu.ガル、Dr.ダンが脱退。
- 2008年7月25日、初のShibuya O-WESTでの単独公演を行う。同日、Gu.ジジがクラオカユウスケへ改名。
- 2008年12月31日、内田裕也主催の音楽イベント「New Years World Rock Festival」に出演。このイベントの模様は、2009年1月7日にフジテレビにて放送された。[4]
- 2009年9月20日、高円寺Club Mission's単独公演にてGu.IKA、Dr.稔が加入。
- 2012年10月23日、Gu.IKAが脱退。覆面Gu.坪井がサポートとして加入。
- 2012年10月、「えんそく ブクロ三週連続三変化ワンマン 三つの袋」を開催。
- 2013年2月10日、Shibuya O-WEST単独公演「カミュの左手カフカの右手」にて坪井改めGu.Joeが加入を発表。
- 2013年7月7日、初のShibuya O-EASTでの単独公演「最後のえんそく」を行う。
- 2013年12月5日、NHK仙台放送局主催イベント「センバク!」に出演。その模様は2014年3月9日にBSプレミアムにて放送された。
- 2013年12月22日、「えんそく故郷単独公演行脚『えんそくの帰り道～それぞれの家路～』」開催。
- 2013年12月24日、「えんそくクリスマス会的単独学芸会『～演目、何かしらの童話～』」開催。
- 2014年1月11日〜17日、池袋Black Holeにて「えんそく一週間連続無料単独公演『ボクラの七日間戦争』」開催。
- 2014年4月19日〜5月11日、「『惡道を進め!』～主要都市洗腦大作戰～」開催。
- 2014年5月10日、なかのZERO（小ホール）にて初のホール単独公演を行う。
- 2014年9月5日、神楽坂EXPLOSION公演にて、Dr.稔が腕の怪我により脱退。
- 2014年9月12日付の東奥日報に、Gu.クラオカユウスケのインタビュー記事が掲載される。
- 2014年11月9日、えんそく主催公演「Deity Variable Dancers.」開催。w/UCHUSENTAI:NOIZ, マイナス人生オーケストラ, Dacco, おまんじゅう倶楽部
- 2016年1月17日､新宿駅東口アルタ前（ステーションスクエア）にてゲリラライブを開催｡
- 2016年7月17日､TSUTAYA O-EASTにてワンマンライブ｢THE MAD[E]PARTY～終わらないえんそく～｣を開催｡
- 2017年1月7日､恵比寿LIQUIDROOMにてワンマンライブ｢Re:KIDROOMモンスターズ ～蘇る子供部屋の怪物達～｣を開催｡
- 2017年7月21日､シアターGロッソにて､二度目のホールワンマンとなる｢断頭グラン･ギニョル｣を開催｡
- 2017年10月8日､テレビ朝日「関ジャム 完全燃SHOW」にて､ヴィジュアル系戦国期を代表するバンドの一つとして､えんそくの｢12モンスターズ｣のMVが紹介された｡関ジャニ∞のメンバーから｢世界観がすごい｣と評価される｡
- 2017年10月13日､赤坂BLITZにてワンマンライブ｢狂い咲きハルマゲドン｣を開催｡
- 2017年11月18日､新宿BLAZEにて主催イベント｢モラトリアム†パイロキネシス｣を開催｡ゲストに筋肉少女帯の大槻ケンヂが出演。
- 2018年5月5日､なかのZERO(大ホール)にて三度目のホール単独公演｢特異点0～ Moment&Forever～｣を開催｡約4年間サポートドラムを務めたDr.SINの正式加入が発表される｡
- 2018年10月22日～10月28日､TSUTAYA O-WESTにて1週間連続無料単独公演を開催｡
- 2019年6月6日、筋肉少女帯のカバー楽曲を2曲収録した6th MINI ALBUM｢僕の宗教へようこそ ～Welcome to my religion～｣を発売。
- 2019年10月20日、TSUTAYA O-EASTにて14周年ワンマンライブ｢夢遊病者の国へ～14才になるえんそく～｣を開催。以降、Dr.SINの療養のため、ライブ活動休止。[5]
- 2020年3月12日、なかのZERO大ホールワンマンよりライブ活動再開。
- 2020年10月22日、中野サンプラザにて15周年ワンマンを開催。コロナ禍のため無観客配信ライブとして、YouTubeやニコニコ動画、ZAIKOなどで放送。
- 2021年4月17日、新宿BLAZEにて｢人形を操ってくれる130人限定ソーシャルディスタンス単独公演『5次元の隣人〜踊るみがわり人形〜』｣を開催。会場人数制限のため公演を同日2回に分けて行い、観客は支柱･ダンボール･風船等で作り上げた人形を自身の両サイドに携えて操る形で参加。
- 2021年6月12日、電気通信大学を中心とした研究チームの協力者として、地下ライブハウスにおける換気の実証実験に参加。この実証実験には日本音楽会場協会、渋谷区議橋本ゆき、東京大学生産技術研究所野城智也研究室などが協力している。[6][7][8]
- 2022年8月30日、Zepp横浜で行われたART POP主催CRUSH OF MODE-ENDLESS SUMMER’22にて、初めて筋肉少女帯との対バンを果たす。
- 2023年3月29日、中野駅周辺の再開発事業に伴い7月2日に閉館となる中野サンプラザにて、閉館前最後となる有観客ワンマンライブを開催。
- 2023年10月7日、沖縄CYBER BOX公演より結成20周年へ向け、2年かけて最初で最後の47都道府県ワンマンを開催予定。

## メンバー

### ぶう
- Vocal担当。東京都杉並区高円寺出身。3月13日生まれ（バンドの世界観の都合上、2月13日生まれとすることがある）。血液型はAB型。
- 使用機材はSHURE / 55SH Series II（ワイヤレスにカスタム）。
- 影響を受けたバンドは筋肉少女帯で、最も尊敬する人物に大槻ケンヂを挙げている。2015年の対談[9]をきっかけに交流が生まれ、2017年にはえんそくが主催するイベントに大槻ケンヂがソロとして初出演（このとき、ぶうがステージ袖で涙を流していたことを後に明かしている）。2019年には筋肉少女帯のカバー曲「僕の宗教へようこそ ～Welcome to my religion～」を発表。さらに、この頃から大槻ケンヂ主催イベント・企画等にぶうが招かれることが増え、内田雄一郎や橘高文彦との共演も実現している。
- バンド内では楽曲のテーマや世界観の設定などを考案する頭脳派的ポジションを務める。また、美大卒の経験を活かし、CDジャケットや物販グッズ、LINEスタンプなどのデザインも手掛けている。
- 愛称は「ぶう様」。健啖家な自らの体型をいじり、「豚」「大型冷蔵庫」「単一電池」などの自虐的なアダ名を付けているが、呼ぶことを許可されているのはメンバーのみ（ファンが呼ぶことはご法度）。
- 弁が立つが、ライブ中のMCでは喋り過ぎる為、時間が押しそうになると会場後方からスタッフに笛を鳴らされる。もしくは楽器隊が強制的に次の曲を始めようとする。地頭がいい。
- 社会情勢によりライブ活動ができないことから、2020年5月よりツイキャスにて「えんそく ぶうの顔出しゲーム実況」を開始。2020年8月にはYouTube個人チャンネル「ぶうチャンネル」を開設した（2025年3月時点で登録者数2,700人強）。ただし、自身の本業はバンド活動であることを強調しており、「人の褌で相撲を取らせてもらっている」とゲーム実況者に対する敬意を表している。また、ゲーム実況においては所属事務所が関与しない個人活動としていることから、動画編集やヘアメイク、告知等はすべて自身で行っている。
- 2019年12月2日～12月4日の3日間、翌2020年12月8日に、NHK「天才てれびくん」に出演。

### クラオカユウスケ
- 下手Guitar担当。青森県上北郡七戸町出身。5月31日生まれ。O型。
- 主な使用機材はESP/SNAPPER-AS Burner(愛称:ポチョムキン)、Tom Anderson/Pro Am(愛称:トム)など。
- 2006年にプロのミュージシャンを目指し、単身で青森県から上京。その後、偶然ライブハウスで見たえんそくに心を打たれ、リーダーのミドに直談判し加入が決定した。[10]ちなみにVo.ぶうとの初顔合わせの際、「上京してきたばかりでナメられたくなかった」ことから、Gucciのサングラス(ローンで購入)に白いライダース(革ではなく布製)というファッションで現れたエピソードがあり、今となっては笑い話になっている。
- バンド内では二枚目ポジションだが、いわゆる「おバカキャラ」として愛されている｡エピソードとして「松屋の豚めしに玉子をかけると牛めし並にうまい!」と喜びながら食べていたのは牛めしだったり、洗浄液と間違えてハンドソープでコンタクトを洗い目に入れて激痛を味わう(とろみのある液体に対し「良いやつなんだなと思った」と疑いも持たなかった)[11]など、多数の「伝説」が存在する。
- 2014年9月27日に青森県七戸町で凱旋ライブを行うにあたり、新聞「東奥日報」から単独で取材を受ける。2014年9月12日付の紙面に写真付きのインタビュー記事が掲載された。
- 2018年からコロナ禍に入る前まではファッションブランド｢SEX POT｣のモデルも務めていた。
- 意外に運転が上手い[12]

### ミド
- Bass担当。山梨県出身。6月7日生まれ。A型。
- えんそくのリーダー。物販特典フリーペーパー「まほろば」の編集長も務める。
- 自他ともに認める酒豪であり「普段から過激に酒を飲むし、休みの日はもっと過激に飲む」と発言し、特に焼酎・黒霧島を愛飲していた。あまりに焼酎(ストレート)ばかり飲むため、体に悪いからとメンバーが居酒屋などでミドが来る前に「緑茶ハイ」を頼んでおいたというエピソードがある。とりあえずそれを飲むが、「焼酎を何かで割る意味がわからない」と発言したことがある。近年は酒量が減ってきたとのこと。
- 2023年4月に急性膵炎で入院。その後は禁酒し、食生活なども改善された。
- 結成から現在に至るまで幾度となく「バンド名を改名したい」というメンバーからの提案に対し、「えんそくの屋号は守り続ける」と言い、現在まで「えんそく」を貫いてる。[13]
- ミドの意向により、これまでのえんそくのシングルにはリード曲のカラオケVer.が収録されている。（"Instrumental"ではなく"カラオケ"なのがポイント）[14] Vo.ぶうはミドについて「90年代を生きるベーシスト」と語っている。
- 所持しているベースの本数は10本以上で事務所の至るところに置いてあるほどである｡

### Joe（ジョー）
- 上手Guitar担当。宮城県加美郡中新田町（現加美町）出身。8月4日生まれ。O型。
- ex.SugarTrip､ex.ケミカルピクチャーズ。2013年2月10日のShibuya O-WEST公演よりえんそくに正式加入。
- 愛称は｢じょいさん｣。メンバーだけではなく関係者からも呼ばれている。
- 愛用のギターに、「茜ちゃん」「凛ちゃん」と名前をつけている。[15]
- 明るく前向きな性格で、Vo.ぶうからは「人生を楽しむプロ」と呼ばれている。
- メイクをした自分の姿が大好きで、フルメイク状態で街に繰り出すことがライブ前の日課。イベント等で着用するワンピースや浴衣なども、自ら選び購入している。
- 「えんそくのJoe」として活動している間は一人称が｢私｣となり､トークでも女性的な口調になることがある｡時々｢俺……私！｣と訂正している。
- メンバー内で最も社交的な性格で、ヴィジュアル系・邦楽ロック界隈の交友関係も広い。セッションにも多く参加しており､Mr.ChickenHat Timersでは､ex.SEX-ANDROIDの加藤透と交互でサポートを務めている｡

### SIN（シン）
- Drum担当。神奈川県横浜市出身。2月2日生まれ。
- 初出演は2014年7月13日新横浜 NEW SIDE BEACH!!公演で、その後えんそくに約４年間のサポート参加を経て､2018年5月5日なかのZERO大ホール公演より正式メンバーとして加入。サポート時代の名前はモリヤマ。
- FORCE MINI ALBUM 「えんそくの大予言」より全ての楽曲に参加している。
- 有料チャンネルに加入するほどのF1ファンで、特に好きな車にフェラーリを挙げている。他にもゲームなど情熱を注いでいるものが多いため、メンバーの中で一番多趣味だと言われている。L'Arc〜en〜Cielの大ファンで特にyukihiroを崇拝している。楽天のキャラクター『お買いものパンダ』が大好き。
- サポート時代はライブにおける茶番に参加しておらず､ほぼ後方で見ている形で笑ったりしている状態であったが､正式加入後の茶番には他のメンバー同様に、毎回参加するようになった｡
- えんそくのサポート時代はモリヤマ名義だったが（CDのクレジットでは主にMORIYAMA）SINと呼ぶ関係者が多く､えんそくのメンバーもモリヤマという名前では呼んでいなかった。Wizard (バンド)在籍時代はKimi名義、それ以前はSIN名義で活動していた。
- えんそくのメンバーとして唯一公式Instagramを開設している。
- かなりの偏食家で、カレーが嫌い｡

### 旧メンバー

#### ガル
- Guitar担当。新潟県出身。8月24日生まれ。
- 2008年3月21日のHOLIDAY SHINJUKU（現：Birth Shinjuku）公演を以て脱退。

#### ダン
- Drum担当。12月16日生まれ。O型。
- 2008年3月21日のHOLIDAY SHINJUKU（現：Birth Shinjuku）公演を以て脱退。

#### IKA(イカ)
- Guitar担当。東京都出身。
- 加入前からサポートメンバーとして定着していたが、加入前後含め、常に覆面で顔を隠して活動していた。
- 2009年9月20日の高円寺CLUB MISSION'S公演よりえんそくに加入。
- 2012年10月に体調不良により海へ帰る(脱退)。

#### 稔（ミノル）
- Drum担当。大分県出身。3月27日生まれ。O型。
- 2009年9月20日の高円寺CLUB MISSION'S公演よりえんそくに加入。
- 2012年3月11日のShibuya O-WEST公演にて「出家により頭を丸めた」[16]ことが発表され、以降はスキンヘッドにウィッグなどを被っていた。
- 愛称は「稔さん」、「お師匠様」など。
- インストアイベントでのトークやライブのMCでは「おせちの話」を定番としていた。
- アルバイトのシフトの変更が利かず、インストアイベントを欠席したことがある。[17]
- 2014年6月30日、腕の不調を訴え、直近の公演について出演を見合わせることが決定。その後医師の診断を受け、2014年7月7日より長期休養することが発表された。[18]
- 2014年9月5日の神楽坂EXPLOSION公演をもってえんそくから帰宅（脱退）。[19]

### 派生ユニット・ソロ活動等

#### The.picnics
- 活動期間

2010年頃～現在
- 現メンバー

| パート | メンバー   |
| ------ | ---------- |
| Vo.    | デイブ     |
| Gt.    | ジョーイ   |
| Gt.    | クラオコフ |
| Ba.    | スミス     |
| Dr.    | モーリー   |

メイクは白塗りをし､衣装はつなぎとハットを着用している｡えんそくの友達で海外から来日した名目でライブを行う｡
2018年より寺子屋の傘下である新レーベル｢BABY SITTER｣に所属する｡　

#### おまんじゅう倶楽部
- 活動期間

2012年04月08日（＠横浜BAY HALL）〜2019年4月27日(@渋谷DESEO)、2022年1月8日(@渋谷DESEO) 〜現在
- 現メンバー

| パート     | メンバー         |
| ---------- | ---------------- |
| Vo・ダンス | Joe子            |
| Vo・ダンス | クラオカユウスコ |
| Vo・ダンス | ミドミ           |

白塗りメイクで女装し、アイドルのようにダンスを踊ることを主としている｡
2017年7月29日より､どすゑ(マイナス人生オーケストラのゆっけ)が加入し､2018年5月30日より小川さん(マイナス人生オーケストラの小川万次郎)､おじぇり(乙女国家のJR)が加入して6人編成となったが､乙女国家の活動休止やマイナス人生オーケストラの解散を受けて､2019年4月27日のワンマンライブを以って活動を終了した｡これまでに､シングルを3枚リリースした｡
2023年現在は、小川さんと震ゑ(乙女国家のはる／ふるえるくん)の5人編成で不定期活動中。
- ディスコグラフィー

| 発売日        | タイトル                     | 収録曲                                                  |
| ------------- | ---------------------------- | ------------------------------------------------------- |
| 2015年1月12日 | 「おまんじゅうみぃ〜つけた」 | 1.MVP 2.ダーリン・アイ・ウォンチュー 3.ハッピーハッピー |

#### midoriningen
- 活動期間

2013年09月13日（＠神楽坂EXPLOSION） ～現在
- メンバー

ミド
2019年7月31日よりmidoriningenﾊｲﾊﾟｰとしても活動することがあり､その際は､えんそくからJoe､ex.マイナス人生オーケストラの小川万次郎､ex.乙女国家のはる､ロマン急行の華凛etcが加わり､バンド形態で演奏することもある｡

#### 十川十三
- 活動期間

2016年04月28日（＠四谷天窓）- 2018年1月13日(@高田馬場CLUB PHASE)､2019年12月30日､2020年1月11日～1月12日（＠高田馬場CLUB PHASE）
- メンバー

ぶう
ライブはバンド形式で行い､ギターにはクラオカユウスケが「K」という名義で参加している｡4本のライブを以って活動を終了したが､えんそくの活動休止期間中に「十川十三の三花坊主｣として三本のライブを行った｡

## ディスコグラフィー

### シングル
| 枚               | タイトル                                 | 発売日         | 規格品番               | 収録曲 | 備考 |
| ---------------- | ---------------------------------------- | -------------- | ---------------------- | --- | --- |
| 1st              | 高尾行き                                 | 2006年5月21日  | ENSO-2302              | 1. 橙々電車 2. バターロールトレイン 3. 橙々電車（Instrumental） 4. バターロールトレイン（Instrumental） | 会場限定発売 |
| 2nd              | MESSAGE FROM USA                         | 2007年9月26日  | MASP-003               | 1. 前説（欧米風） 2. This is a pen. 3. となりのオロチ 4. ココアシガレット 5. This is a pen.（カラオケVer.） | 1000枚限定 |
| 3rd              | 少女再起動実験                           | 2008年1月16日  | MASP-006               | 1. SCHIZ〜ある少女の人生の失敗とガル神博士の実験の失敗〜 2. 少女怪獣バンギャルラ（Reactivating MIX） 3. シリカゲル・キッド'08（Reactivating MIX） 4. ししゃもLOVER（ししゃもパワー悪ノリミックス） 5. ししゃもLOVER（カラオケ♂Ver.） 6. ししゃもLOVER（カラオケ♀Ver.） 7. ししゃもLOVER（カラオケ♂×♀Ver.）                    | |
| 4th              | 空は青、大地は桜                         | 2008年6月11日  | MASP-007               | 1. 向日花ノ丘〜sunny hill new my world〜 2. 空は青、大地は桜 | ジジプロデュースシングル |
| 5th              | イガトラ                                 | 2008年6月11日  | MASP-008               | 1. イガトラ 2. The neo jap searchlight 3. イガトラ（カラオケVer.） | ミドプロデュースシングル |
| 6th              | 銀のハコブネ                             | 2010年2月3日   | TKRD-1001              | 1. ボクラノ、ハコブネ 2. おにく 3. 大銀河戦艦ナガト 4. -次回予告- 5. 大銀河戦艦ナガト（カラオケVer.） | 帯コメント：大槻ケンヂ |
| 7th              | 魔夏のマッケンロー                       | 2011年6月8日   | TKRD-1003              | 1. とってもマッケンロー 2. 怪談「妖怪ジジィ」 3. 妖怪ジジィのテーマ 4. 花火（ADAPTATION MIX by FUKUSUKE。） 5. とってもマッケンロー（カラオケVer.) | |
| 8th              | 魔冬のマルコム                           | 2011年10月26日 | TKRD-1004              | 1. だいたいマルコム（カラオケVer.） 2. 鋼鉄のMACHIKO〜惑星マンダラ戒律地獄篇〜（容赦無キ巨匠ノ神無キ楽団Ver.） 3. TDL 4. 雑談「マルコムの話」 5. だいたいマルコム | |
| 9th              | 終演後のペテン                           | 2013年2月13日  | TKRD-1007              | 1. ある物語 2. その後のペテン師 3. いなおりベイビー 4. 大銀河戦艦ナガト〜After The End〜 5. その後のペテン師（カラオケVer.） | Gt.にJoeが加入して最初の作品となる｡ |
| Brand X 限定販売 | 麗しのサイドバック                       | 2013年9月4日   | TKYD-0001              | 1. 麗しのサイドバック 2. 麗しのサイドバックセカンドシーズン 3. たまにオールバック | 予約販売のみ |
| 2nd 1st SINGLE   | コドナチャダルドの日                     | 2013年10月2日  | TRKY-0014              | 1. ある日の話 2. コドナチャダルド〜人生の続編〜 3. ツンドラの暴君 4. ハロー・ゴッド・モーニング（REBORN BY SEX-ANDROID） 5. コドナチャダルド〜人生の続編〜（カラオケVer.） | |
| 1st LAST SINGLE  | 正しい世界の終わり方。                   | 2014年9月17日  | TRKY-0016              | 1. 正しい世界の終わり方 2. 惡のミカタ 3. 異聞・正しい世界の終わり方 4. 流星雨〜Method of [ABSOLUTE HAPPINESS]〜 5. 正しい世界の終わり方(カラオケVer.) | |
| Xth SINGLE       | 狂い咲く春のはじめ方                     | 2015年10月21日 | TKRD-1010              | 1. -これまでのお話- 2. 狂い咲く春のはじめ方 3. ゴリラの丘 4. 世界の墓地からこんにちは 5. 狂い咲く春のはじめ方(カラオケVer.) | |
| 11th SINGLE      | アリス・エクス・マキナ                   | 2016年5月4日   | TKRD-1011A・TKRD-1011B | Aタイプ(type:Atman) 1.芸術家達の夢想機械(SE) 2.アリス・エクス・マキナ(type:Atman) 3.アリス・エクス・マキナ(type:Atman)カラオケver. Bタイプ(type:Brahman) 1.ハッタリ屋の実現機械(SE) 2.アリス・エクス・マキナ(type:Brahman) 3.机上の空論実行部隊 4.狂い時計のネジ巻きマキナ 5.アリス・エクス・マキナ(type:Brahman)カラオケver. | オリコンウィークリーチャート26位 (2016年05月16日付) TBS系列「COUNT DOWN TV」にてMVが放映される。 ※type:Atmanは初回生産分1999枚全てが別デザインのジャケット。 |
| 12th             | 12モンスターズ                           | 2016年11月2日  | TKRD-1012              | 1. Sweet Nightmare March 2. 12モンスターズ 3. イルキメラ･キッド 4. 12モンスターズ(カラオケver.) | 会場限定盤「12モンスターズ（拡散用）」 |
| 13th             | 金曜日のチェンソー/天獄への十三階段      | 2017年7月26日  | TKRD-1013              | 1. 金曜日のチェンソー 2. 天獄への十三階段 3. 金曜日のチェンソー(カラオケVer.) 4. 天獄への十三階段(カラオケVer.) | ｢惡童のススメ｣から続く､｢惡の秘密結社ウシノシタ団｣の物語が本作において完結となる｡                                                                             |
| 14th             | 中二病の救世主（会場物販限定BESTデモ盤） | 2017年11月18日 |                        | 1. 中二病の救世主(DEMONSTRATION MIX) 2. ブルーハーツ(※現メンバーでの新録Ver.) 3. 最後のえんそく 4. 机上の空論実行部隊 5. ゴリラの丘 6. U.F.Oがくるまで 7. ゴードン 8. 少女戦闘員M、踊る 9. 夜泣く！噂の赤ん坊少女 10. とってもマッケンロー 11. となりのオロチ 12. ししゃもパワーX 13. 愛の流星 14. ハイウェイ・スター・ラヴ   | 物販限定販売 |
| 14th             | 中二病の救世主                           | 2018年3月14日  | TKRD-1014              | 1. 中二病の救世主(14th SINGLE MIX) 2. 14才(フォーティーン 新約Ver.) 3. Society finch for teen 4. 中二病の救世主(カラオケVer.) | |
| ⚫(TEN)th        | 神様は盲点色                             | 2018年10月31日 | TKRD-1008              | 1. 神様は盲点色 2. その後のペテン師(新色Ver.) 3. 神様は盲点色～カラオケVer.～ | |
| 15th             | 5次元SUMMER SUITS                        | 2020年7月1日   | TKRD-S1015             | 1. 5時限目のSUMMER SUITS 2. 夏服トウヒコウ 3. 5次元シティへいこう! 4. 5時限目のSUMMER SUITS(カラオケVer.) | メンバー自費制作の「未検閲盤」に対し、こちらを「事務所盤」または「流通盤」と呼ぶ                                                                             |
| 15th             | 5次元SUMMER SUITS（未検閲盤）            | 2020年7月1日   | TKRD-S1015             | 1. 5次元シティへいこう! 2. STRIPPER SUMMER SUIT-ACTOR 3. 夏服トウヒコウ(未検閲) 4. 5次元シティへいこう!(カラオケVer.) | メンバーの完全自費制作盤。通販限定販売 |
| 16th             | 世界の終わりに至る病                     | 2023年3月31日  | TKRD-S1016             | 1. 世界の終わりに至る病 2. デジデリオ(現メンバーによる新録) 3. マルチバース・オブ・ザ・デッド 4. 世界の終わりに至る病(カラオケVer.) | 配信・通販限定 |

### 配信限定シングル
| 発売日        | タイトル             |
| ------------- | -------------------- |
| 2022年6月5日  | 雨、解凍す。         |
| 2022年7月3日  | 青鬼システム         |
| 2022年8月7日  | 1999年のブルース     |
| 2022年9月4日  | ARK IS...            |
| 2022年10月2日 | バターロールトレイン |

### アルバム
| 枚               | タイトル                                | 発売日        | 規格品番                              | 収録曲 | 備考                                                        |
| ---------------- | --------------------------------------- | ------------- | ------------------------------------- | --- | ----------------------------------------------------------- |
| 1st              | マジフマジメン                          | 2009年1月21日 | MASP-009（限定盤） MASP-010（通常盤） | 1. 快楽と喧噪に依存した新しい終焉の始まりは腐りきった世界の深淵の底で産声を上げ紅い新月の夕闇に浮かぶ血塗られたロザリオと白い手首に刻まれた深い裏切り傷痕は蒼い満月が海を照らす遠く懐かしいあの夜に黒薔薇の麗しき地下室に狂い咲いていた隔離されたセピア色の思い出を焼き殺した 2. 向日花ノ丘〜sunny hill new my world〜 3. This is a pen.（ALBUM Ver.） 4. 大人のチャリンコ道〜乙女は六つで花開く〜 5. イガトラ 6. ししゃもSUMMER 7. 愛の流星 8. 少女怪獣バンギャルラ（Reactivating MIX） 9. ぱやぱや 10. はたらくのりもの王 11. 戦慄!!悪魔の肘バン人形（都合により全編収録できなかったよVer.）※限定盤のみ収録 |                                                             |
| 2nd              | 新世界                                  | 2010年8月18日 | TKRD-1002                             | 1. 新世界光響曲【star ray message from new my world】 2. 大銀河戦艦ナガト 3. 仏TV〜狂気（バカ）が電波に乗ってくる!!〜 4. アンテナマン 5. 湘南ギャラクシィナイト 6. 日々、宇宙色 7. 花火（スターマイン） 8. 流星雨 9. ししゃもアワー 10. BABY I LOVE YOU 11. 鋼鉄のMACHIKO〜惑星マンダラ戒律地獄篇〜 12. 581c 13. ハロー・ゴッド・モーニング | 完売                                                        |
| 3rd              | カミュの左手カフカの右手                | 2012年5月23日 | TKRD-1006                             | 1. 夜泣く！噂の赤んぼ少女 2. 君はランボー 3. ブルーハーツ 4. 14才 5. YES!BUT!堕落道 6. 君の左手ボクラの右手 7. 妖怪ジジィのテーマ 8. バイクde百鬼夜行 9. TDL 10. Dancers. 11. 掌の上の街 | 初回生産盤は2nd & 3rd MINI ALBUMとして二枚組で発売          |
| 2nd 1st          | 惡童のススメ                            | 2014年4月9日  | TRKY-0015                             | 1. 「ここで会ったが百年目！！」 2. 惡の秘密結社ウシノシタ団のテーマ 3. 改造人間「人間改造ニンゲン」 4. デジデリオ 5. いなおりベイビー 6. ゴードン 7. 1999年のブルース 8. 白いテレビ 9. 少女戦闘員M、踊る。 10. ツンドラの暴君 11. 惡のミカタ 12. 「ここは一先ず退散だ！！」 |                                                             |
| 2nd 2nd          | 新世界                                  | 2015年8月12日 | TKRD-1009                             | 1. ハロー・ゴッド・モーニング ※GUEST ARTIST:SEX-ANDROID 2. 581c ※GUEST ARTIST:ADAPTER。 3. 鋼鉄のMACHIKO〜惑星マンダラ戒律地獄篇〜 ※GUEST ARTIST:NoGoD 4. BABY I LOVE YOU ※GUEST ARTIST:最鋭輝 5. ししゃもアワー ※GUEST ARTIST:Jin-Machine 6. 流星雨〜Method of [ABSOLUTE HAPPINESS]〜 ※GUEST ARTIST:The Benjamin 7. 花火(スターマイン) ※GUEST ARTIST:ADAPTER。 8. 日々、宇宙色 ※GUEST ARTIST:犬神サアカス團 9. 湘南ギャラクシィナイト ※GUEST ARTIST:The Benjamin 10. アンテナマン ※GUEST ARTIST:マイナス人生オーケストラ 11. 仏TV〜狂気(バカ)が電波に乗ってくる!!〜 ※GUEST ARTIST:SEX-ANDROID 12. 大銀河戦艦ナガト〜After The End〜 ※GUEST ARTIST:犬神サアカス團 13. 新世界光響曲【from new seven billion worlds】 ※GUEST ARTIST:NoGoD | 2nd ALBUM「新世界」をゲストアーティストによるアレンジで再録 |
| 4th              | 惡道に死す                              | 2017年4月4日  | TKRD-4444                             | 1. ｢ここがお前の死に場所だ！！」 2. 合唱リーダー深沢 3. ゴリラの丘 4. 屠殺屋マン4号 5. 机上の空論実行部隊 6. 犬死にマクマーフィー 7. 怪人ラボの夜 8. イルキメラ･キッド 9. 月光病 10. そして計画は続く 11. キャトル 12. 狂ったセカイと時計仕掛けの神様 |                                                             |
| 5th              | 5次元よりの使者(F盤)                    | 2018年5月9日  | TKRD-F1015                            | 1. 5次元ドア-F- 2. 放課後毒電波クラブ 3. 宇宙をボーイミーツガールが密室にする 4. 象男ダダ・フィフィ 5. Go!!Go!!見世物学級 6. 私のブタえもん 7. Fat Father Fake Finch Forever 8. 中二病の救世主(アルバムVer.) 9. 超次元合体フナオ 10. 未来のイイコ |                                                             |
| Best&Boost ALBUM | BEYOND BENTO BOX～ボクラの5次元弁当箱～ | 2020年1月15日 | TKRD-B1015                            | 1. 5次元ボックス ※新曲 2. BEYOND DEAD WORLD ※新曲 3. ボクラノ、ハコブネ ※現体制で新録 4. とってもマッケンロー ※現体制で新録 5. だいたいマルコム ※現体制で新録 6. その後のペテン師(新色Ver.) 7. コドナチャダルド ※現体制で新録 8. 正しい世界の終わり方 ※現体制で新録 9. USJ 10. 狂い咲く春のはじめ方 11. 狂い時計のネジ巻きマキナ 12. 12モンスターズ 13. 金曜日のチェンソー 14. Society finch for teen. 15. あの丘をこえていこう! ※新曲 |                                                             |
| □th              | 大惡堂                                  | 2022年11月5日 | TKRD-A1016                            | 1. 「ここで会ったが100年目!!」 2. 少女戦闘員M、踊る。 3. 惡の秘密結社ウシノシタ団の世界 4. 青鬼システム 5. 桜木の下に埋めたPANDORA 6. 1999年のブルース 7. コスモス 8. 雨、解凍す。 9. ARK IS．．． 10. マルチバース・オブ・ザ・デッド～５次元寄りの死者～ 11. 「ここまで来るとは驚いた!!」 |                                                             |

### ミニアルバム
| 枚               | タイトル                                      | 発売日                | 規格品番   | 収録曲 | 備考                                                                         |
| ---------------- | --------------------------------------------- | --------------------- | ---------- | --- | ---------------------------------------------------------------------------- |
| 1st              | 東京行き                                      | 2009年8月25日         | MASP-012   | 1. Vague Vag.〜はじめのあいさつ〜 2. the smoking sad tune 3. ハイウェイ・スター・ラブ 4. 東京駅着、逢魔時。 5. [star ray conjunction] 6. Vague Vag.〜わかれのあいさつ〜                   | 通販限定                                                                     |
| 2nd              | カミュの左手カフカの右手【左】                | 2012年5月23日         | TKRD-1005  | 1. 君はランボー 2. 14才 3. ブルーハーツ 4. TDL 5. Dancers. | 2nd & 3rd MINI ALBUMとして「カミュの左手カフカの右手【右】」との二枚組で発売 |
| 3rd              | カミュの左手カフカの右手【右】                | 2012年5月23日         | TKRD-1005  | 1. 夜泣く！噂の赤んぼ少女 2. 妖怪ジジィのテーマ 3. バイクde百鬼夜行 4. YES！BUT！堕落道 5. 掌の上の街 6. ザ・エンドロールの歌                                                             | 2nd & 3rd MINI ALBUMとして「カミュの左手カフカの右手【左】」との二枚組で発売 |
| LAST MINI ALBUM  | えんそくの思い出                              | 2013年7月10日         | TRKY-0013  | 1. 最後のえんそく 2. イガトラ 3. 空は青、大地は桜 4. 少女怪獣バンギャルラ 5. This is a pen.                                                                                               | 初期シングル曲を再録                                                         |
| FORCE MINI ALBUM | えんそくの大予言                              | 2015年4月8日          | TRKY-0017  | 1. 宇宙大天使土曜日 2. 朱色1号 3. U.F.Oが来るまで 4. イン・ザ・マリオワールド 5. 最後のえんそく                                                                                           | オリコンインディーズチャート ウィークリーランキング16位                      |
| 5th              | 5次元よりの使者(M盤)                          | 2018年5月9日          | TKRD-M1015 | 1. 5次元ドア-Ｍ- 2. 嫌なコトことからは逃げちゃえ！ 3. 飛び出すメガネ 4. 瞬間、母。 5. メメメント・メメモリィ                                                                              |                                                                              |
| 6th MINI ALBUM   | 僕の宗教へようこそ ～Welcome to my religion～ | 2019年6月6日          | TKRD-1016  | 1. 僕の宗教へようこそ～Welcome to my religion～ 2. まつみは笑う狂信者 3. 終末を知らない大人たち 4. 最期の遠足 5. 最後のえんそく 6. アイツが町に帰ってきた～The boy is come back to town～ | 1曲目、4曲目は筋肉少女帯のカヴァー楽曲                                       |
| 7th MINI ALBUM   | えんそくの七不死儀                            | 2023年7月34日(8月3日) | TKRD-101   | 1. 裏中野区立E中校歌～歌唱禁止の4番～ 2. 嘘売るコックリさん 3. 首吊り先輩がいる 4. 着飾れ臓物ちゃん 5. 真夜中のピアノ係 6. トイレの代理人～密室であそびましょ～                           |                                                                              |

### カップリングCD
| タイトル             | 発売日       | 規格品番  | 収録曲 |
| -------------------- | ------------ | --------- | --- |
| 脱法ニュウラライザー | 2015年9月2日 | EMCR-0001 | 1. 脱法ニュウラライザー(えんそく/マイナス人生オーケストラ) 2. 劇場版「痴呆少女どぐら☆マグラ」(えんそく) 3. 被・改造人間「人間改造ニンゲン」(マイナス人生オーケストラ) 4. USJ(えんそく) 5. 見捨てられマン(マイナス人生オーケストラ) |

### 未音源化曲
現在流通しているCDには入っていないがライブ会場で限定配布された音源もある。下記以外にも1日限定、季節限定の曲などが多数存在する。
| タイトル           | 備考           |
| ------------------ | -------------- |
| 夏をぶっ壊せ!!     | 夏ツアー限定曲 |
| 俺イクラ化計画     |                |
| のりこ             |                |
| 凜としてシャコタン |                |
| OKINAWA            |                |

### DVD
| タイトル                                              | 発売日          | 備考                                                     |
| ----------------------------------------------------- | --------------- | -------------------------------------------------------- |
| シリカゲル・キッド                                    | 2005年10月30日  | 廃盤                                                     |
| 振り付けビデオ「夜泣く！噂の赤んぼ少女」              | 2012年10月14日  | 当日限定発売                                             |
| ミュージッククリップ「とってもマッケンロー」          | 2012年10月21日  | 当日限定発売                                             |
| ミュージッククリップ「だいたいマルコム」              | 2012年10月28日  | 当日限定発売                                             |
| 惡道を進め！〜主要都市洗腦大作戰〜in中野ZEROホール    | 2014年11月26日  |                                                          |
| 狂い咲きハルマゲドンin赤坂BLITZ                       | 2018年1月24日   |                                                          |
| 特異点０～Memorial Film～                             | 2018年6月 ※発送 | 2018年5月5日なかのZEROホールワンマン Sチケット購入者特典 |
| 夢遊病者の国へ～14才になるえんそく～in TSUTAYA O-EAST | 2020年1月15日   |                                                          |
| えんそく15周年ライブ in 中野サンプラザ                | 2022年3月12日   | 無観客開催                                               |

## 参加作品

### オムニバス
| タイトル                     | 発売日        | 規格品番  | 収録曲               |
| ---------------------------- | ------------- | --------- | -------------------- |
| New Born Kerberos            | 2006年9月15日 | FMR0016   | のうみそバースト     |
| Visualy[zm] The Cure Century | 2008年7月30日 | CYCV-1001 | 少女怪獣バンギャルラ |

### シングル
| バンド名    | タイトル       | 参加メンバー      | 発売日        | 規格品番  | 収録曲                                             |
| ----------- | -------------- | ----------------- | ------------- | --------- | -------------------------------------------------- |
| the Riotts. | スターゲイザー | Guest Vocal：ぶう | 2010年5月26日 | STKR-0103 | 1.スターゲイザー 2.星屑と月と灰色の街(Re:new ver.) |

## テレビ出演・レギュラーラジオ・連載
テレビ出演
- 2009年1月7日、フジテレビ「New Years World Rock Festival」に出演。
- 2014年3月9日、BSプレミアム「センバク！」に出演。
- 2016年5月14日、TBS「COUNT DOWN TV」にて11th SINGLE『アリス・エクス・マキナ』がランクイン。MV放送。
- 2017年10月8日､テレビ朝日「関ジャム 完全燃SHOW」にMV出演。
- 2019年12月2日～12月4日、Vo.ぶうがNHK「天才てれびくん」に出演。
- 2020年12月8日、Vo.ぶうがNHK「天才てれびくん」に出演。

レギュラーラジオ
- 2011年11月9日～2012年8月13日、「ししゃもアワー」（全17回）をインターネットラジオLIVE CAST.JPにて配信。
- 2019年11月～、同タイトルのウェブラジオを「えんそく公式チャンネル[E]テレ」内で月1回のチャンネル会員限定コンテンツとして配信中。

クラオカ＆Joeの徒然日記 byデアゴスティーニ
- 2014年8月1日～2015年3月27日（全33回）
- 音楽専科社 携帯サイト「音楽せんか？」内にて交換日記形式で連載。

えんそく ぶうのブタ褒め
- 2015年4月8日～2015年9月8日（全10回）
- モバイル・スマホサイト「club Zy.チャンネル」にて連載。